# Joy Esther
Pour les articles homonymes, voir Esther.
Joy Esther, née le 14 juin 1984 à Lyon, est une actrice et chanteuse franco-espagnole.
Elle est surtout connue pour avoir joué dans les comédies musicales Belles belles belles et Roméo et Juliette ainsi que pour ses rôles de Chloé Varenko dans la série télévisée Nos chers voisins et de Victoria Vargas dans le feuilleton Tout pour la lumière.

## Biographie
(juin 2025).
Si vous disposez d'ouvrages ou d'articles de référence ou si vous connaissez des sites web de qualité traitant du thème abordé ici, merci de compléter l'article en donnant les références utiles à sa vérifiabilité et en les liant à la section « Notes et références ».

### Famille
La mère de Joy Esther est originaire d'Espagne, plus précisément d'Andalousie.

### Enfance et formation
Enfant, Joy Esther prend des cours de chant et de théâtre en plus d'heures de football, d’athlétisme et de judo. Pendant trois ans, elle suit les Cours Florent.
Elle prend également des cours de danse moderne, de théâtre et apprend la guitare seule.
Joy Esther parle couramment le français, l’anglais, l’espagnol et l’italien,.

### Carrière
À l'âge de 8 ans, elle commence sa carrière dans le mannequinat et tourne dans plusieurs spots publicitaires tels ceux de Kodak Les voleurs de couleur signés Jean-Baptiste Mondino et Jean-Paul Goude.
Entre 11 et 18 ans, elle joue dans plusieurs téléfilms et films tout en prenant des cours de théâtre, chant, guitare, piano en parallèle à ses études. Elle commence sa carrière d'actrice sur les planches de Poussez pas y aura d’la place de Jean-Yves Brignon. Entre 1997 et 1999, elle joue également dans les séries télévisées Mission protection rapprochée et Une femme d'honneur sur TF1 en étant créditée sous son vrai nom Joy Cavé. Sur la même chaîne, elle collabore à l'émission de divertissement Y'a quoi à la télé ? de Nagui[Quoi ?].
À 19 ans, elle décroche l'un des trois rôles principaux dans la comédie musicale Belles belles belles qui se joue à l'Olympia durant 2 mois,. Première comédie musicale juke-box française, celle-ci est consacrée à Claude François. Cette création lui offre une certaine notoriété. De ce spectacle, sort en single le titre J'attendrai par Les filles, c'est-à-dire Aurélie Konaté, Joy Esther et Liza Pastor. J'attendrai atteint la 15e place des classements français et belge ainsi que la 65e place du classement suisse des meilleures ventes. Les filles interprètent le 2e single Comme d'habitude paru le 27 janvier 2004. Il se classe no 10 (tip) en Belgique francophone et no 50 en France. Distribué par Universal Music, un album en est extrait. TF1 Vidéo édite un DVD.
Elle fait partie de la distribution en 2003 et 2004 de la série Même âge, même adresse diffusée sur M6. 
Après que Mélanie Cohl a décliné la proposition, elle reprend en 2006 le rôle de Juliette Capulet dans Roméo et Juliette, de la haine à l'amour de Gérard Presgurvic pour la tournée asiatique. Plus de 200 représentations sont joués à Séoul en Corée du Sud et Taipei à Taïwan en 2007 et 2009, puis de retour à Paris pour 42 spectacles au Palais des congrès en 2010. D'octobre 2012 à janvier 2013, la troupe se rend au Japon où le spectacle se joue à Tokyo et Osaka ainsi qu'en Chine à Shanghai.
En 2008, elle est animatrice de NRJ studio live avec Romuald Boulanger sur NRJ 12. Elle est ensuite seule à la barre de J'ai quelque chose à te dire, une émission dans laquelle des anonymes avouent des secrets à leurs proches ou retrouvent des personnes qui leur sont chères. Parallèlement, Joy Esther tourne régulièrement dans des séries et téléfilms tels Paradis criminel réalisé par Serge Meynard, Pas de secrets entre nous de Michel Hassan.
Elle incarne Noémie, un rôle récurrent de la quatrième saison de la série télévisée musicale Chante !, diffusée sur France 2 en 2011. Elle apparaît sur l'album de la 4e saison édité par Jive Epic.
Du printemps 2012 à juin 2017, Joy Esther incarne Chloé Varenko, une juriste célibataire, l'un des personnages principaux de la série Nos chers voisins diffusée sur TF1.
Elle tourne également des clips publicitaires, notamment en 2012 pour M&M's.
Joy Esther enregistre au printemps 2014 un album avec le groupe Albert. Elle tourne dans le téléfilm On se retrouvera de Joyce Buñuel diffusé en 2015. Il s'agit de l'adaptation du livre homonyme de Laëtitia Milot sorti en 2013 aux éditions Fayard.
À l'automne 2017, elle participe à la huitième saison de l'émission Danse avec les stars sur TF1, aux côtés du danseur Anthony Colette, et termine cinquième de la compétition.
Elle apparaît dans des séries de TF1 telles que RIS police scientifique, Camping Paradis ou encore Léo Mattéï, Brigade des mineurs. À partir de 2025, elle interprète Victoria Vargas, une coach de chant et pédopsychogue, dans le feuilleton Tout pour la lumière diffusé sur TF1 et Netflix.

### Vie privée
En octobre 2022, elle annonce être enceinte de son premier enfant. Le 27 novembre 2022, elle a accouché d'une petite Nina.
En 2009, Joy Esther s'est mariée à Las Vegas avec le chanteur et comédien Damien Sargue. Le couple a divorcé en 2011.

## Filmographie

### Cinéma
- 2001 : Gamer de Patrick Levy : Lisa
- 2008 : Secret défense de Philippe Haïm
- 2015 : Drama de Sophie Mathisen : Lisa
- 2017 : Des amours, désamour de Dominic Bachy : Manon
- 2018 : Les Dents, pipi et au lit d'Emmanuel Gillibert : Véronique
- 2021 : La Métaphore du papillon, court-métrage de Claire Voranger
- 2022 : (Dimanche) de Jonathan Burteaux
- 2022 : Sex Dream'x, court-métrage de Léa Lando
- 2023 : Énora, long métrage de Thierry Bourcy
- 2024 : Babylone (police de proximité), film de Jérôme L’hotsky

### Télévision

#### Séries
- 1997 : Mission protection rapprochée de Nicolas Ribowski : Anne Janson (créditée Joy Cavé)
- 1999 : Une femme d'honneur : Alice (saison 3 épisode 2 Coupable idéal de David Delrieux, créditée Joy Cavé)
- 2003- 2004 : Même âge, même adresse de Bruno Garcia
- 2008 : Pas de secrets entre nous de Michel Hassan : Aurélie
- 2008 : Sur le fil : Caroline (épisode Revanche de Bruno Garcia)
- 2008 : Mademoiselle Joubert : Joss (épisode En toute amitié de Didier Albert)
- 2009 : Paris 16e : Isabelle (épisode #1.18 d'Ivan Radkine)
- 2009 : Comprendre & pardonner : Victoire (épisode Monsieur Bovary)
- 2009 : RIS police scientifique : Zoé Girard (épisode Parade mortelle de François Guérin)
- 2011 : Chante ! : Noémie (saison 4)
- 2012 : Paradis criminel de Serge Meynard : Virginie (mini-série)
- 2012-2017 : Nos chers voisins : Chloé Varenko
- 2013 : Zak d'Arthur Benzaquen : Angela
- 2017 : À votre service (Prime-time spécial Marseille) de Florian Hessique : Julia
- 2018 : Like Me de Romuald Boulanger
- 2018 : I-Art d'Alexandre Da Silva : Monroe
- 2018-2019 :  Untraditional (it) de Gianluca Leuzzi
- 2019 : Quand # (6 épisodes)
- 2022 : La Grande dinguerie de Cartman
- 2022 : Me contro te réalisée par Gianluca Leuzzi (prime time en Italie)
- 2024 : Camping Paradis : Carine (saison 14, épisode 6 : Deux cheffes au Paradis)
- 2024 : Marianne (mini-série) d'Alexandre Charlot, Franck Magnier et Myriam Vinocour
- 2025 : Léo Mattéï, Brigade des mineurs réalisée par Nathalie Lecoultre : Sybille Laurens (saison 12 épisode 2 : Les risques du métier)
- Depuis 2025 : Tout pour la lumière de Nicolas Herdt : Victoria Vargas (Netflix/TF1)
- 2025 : Simon Coleman  réalisé par Thierry Petit

#### Téléfilms
- 2015 : On se retrouvera de Joyce Buñuel : Alice
- 2016 : J'ai épousé un meurtrier (ou Alliances rouge sang) de Marc Angelo : Julie
- 2024 : Père Noël à domicile de Manu Joucla

### Clips
- 2011 : Our revolution de The Fairchilds
- 2012 : When de Max Music, réalisé par Karine Belouaar
- 2012 : I don't want to remember de PV Nova, réalisé par Stefan Mucchielli
- 2013 : Moustache de PV Nova
- 2014 : Je serai le même d'Anton

## Pièces de théâtre
- 1996 : Poussez pas y aura d'la place de Jean-Yves Brignon
- 2019 : La Moustâche de Sacha Judaszko et Fabrice Donnio, mise en scène de Jean-Luc Moreau, Le Splendid

## Comédies musicales
- 2003-2004 : Belles belles belles (70 représentations à l'Olympia) de Daniel Moyne et Jean-Pierre Bourtayre, mise en scène de Redha : Émilie
- 2007, 2009-2010, 2012-2013, 2016 : Roméo et Juliette, de la haine à l'amour de Gérard Presgurvic, mise en scène de Redha : Juliette Capulet

## Discographie

### Albums
- 2004 : Belles belles belles live Olympia
- 2010 : Roméo et Juliette Live Palais des Congrès

### Singles
- 2004 : J'attendrai
- 2004 : Comme d'habitude
- 2013 : Winter girl
- 2014 : What about
- 2014 : Today

### DVD
- 2004 : Belles belles belles live Olympia
- 2011 : Roméo et Juliette Live Palais des Congrès